# Nerium oleander

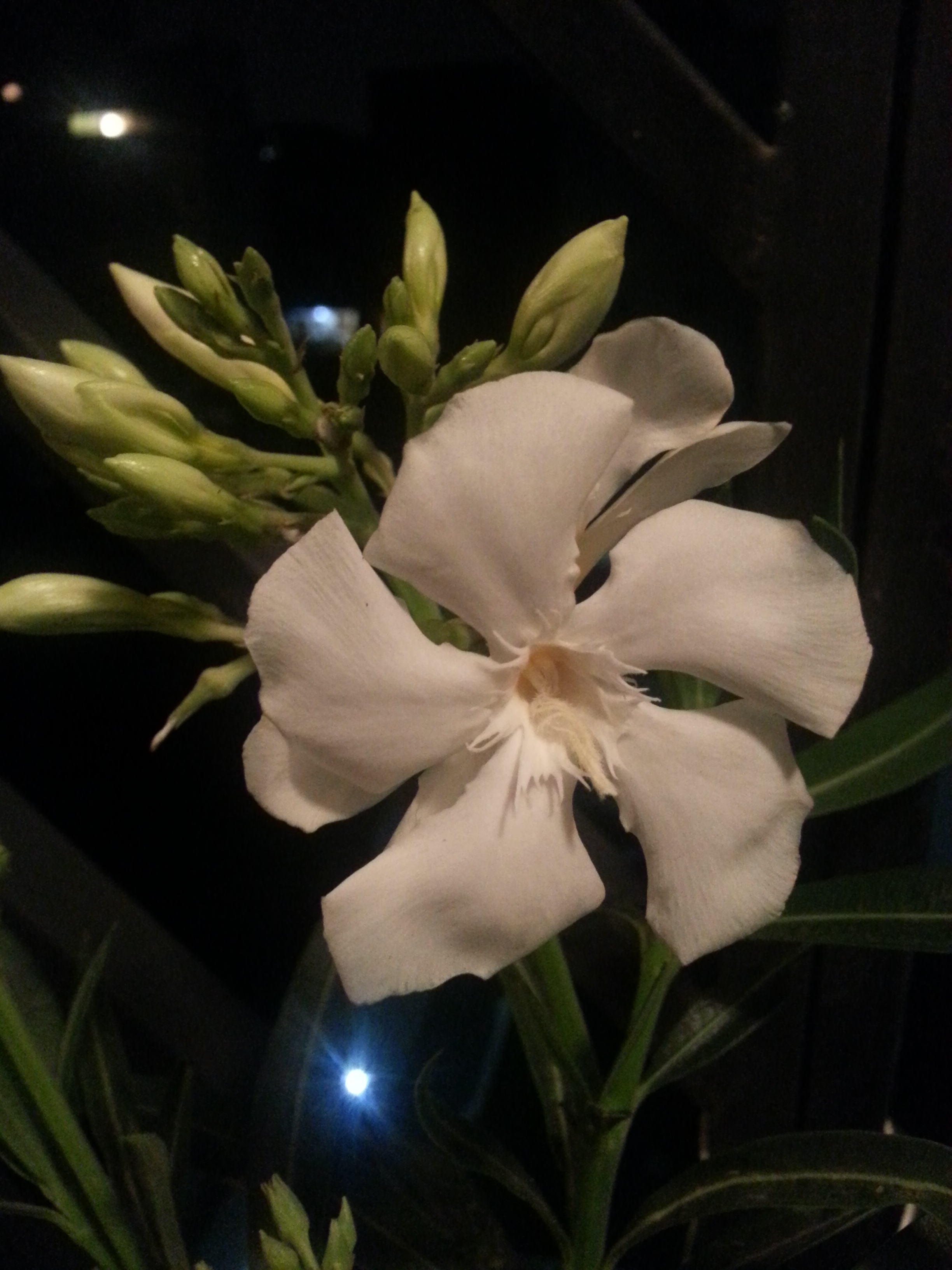
Flor de una variedad blanca. Las flores se ubican en inflorescencias cimosas corimbiformes terminales.

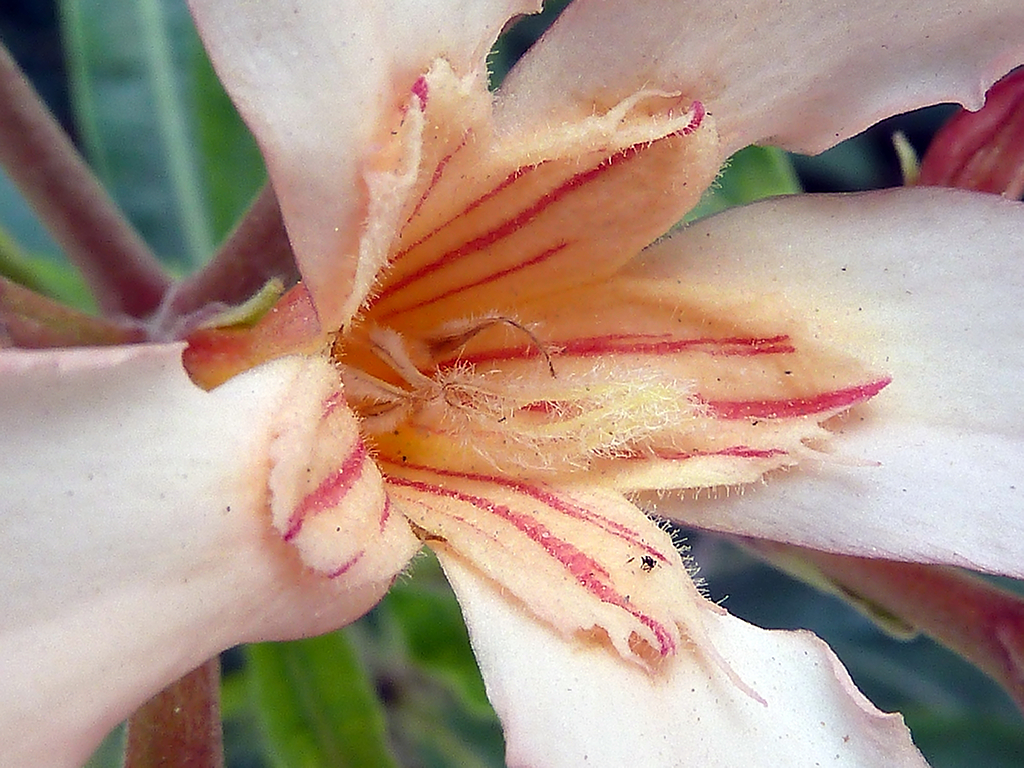
Detalle de la corola y de los órganos reproductores.

Nerium oleander es la única especie aceptada perteneciente al género monotípico Nerium, de la familia Apocynaceae. Es también conocida (entre otros nombres) como adelfa, baladre, laurel de flor, rosa laurel, trinitaria y en algunos casos como laurel romano.
Nerium contiene varios compuestos tóxicos por lo que es una planta venenosa, aunque su amargor limita su peligro para los humanos por lo que los casos de intoxicación son raros y el riesgo general de mortalidad humana es bajo. La ingestión de grandes cantidades puede causar náuseas, vómitos, exceso de salivación, dolor abdominal, diarrea con sangre y ritmo cardíaco irregular. El contacto prolongado con la savia puede causar irritación de la piel, inflamación ocular y dermatitis.

## Denominaciones
Baladre deriva del catalán 'baladre', y este del latín verātrum (eléboro) refiriéndose a un tipo de arbusto muy venenoso.
Etimológicamente, Adelfa deriva del griego Dafne, el Laurel, a través del árabe دفلى, diflà.

## Descripción
Son árboles o arbustos hasta de 3-4 m de altura, perennifolios. 
Las hojas son linear-lanceoladas o estrechamente elípticas, verticiladas en grupos de 3, de 0,5-2 por 10-40 cm, con los nervios muy marcados, pecioladas, glabras.
Las inflorescencias, en cimas corimbiformes paucifloras, terminales, están compuestas por flores, bracteadas y pediceladas, tienen el cáliz más o menos rojizo, con lóbulos lanceolados, agudos, con pelos glandulares en su cara interna, ligeramente soldado en su base, y la corola rosada en los ejemplares silvestres, de variados tonos en los cultivados, con una corona multífida y del mismo color. Los estambres, con filamentos rectos, son glabros, con anteras sagitadas, densamente pubescentes en el dorso, con un dientecillo en la parte inferior de su cara ventral que se une a la base del estigma. El gineceo, con ovario pubescente y sin nectarios en la base, es cónico, pentalobulado, unido a las anteras y con el estigma recubierto de una densa masa gelatinosa. 
El fruto consiste en 2 folículos de 4-16 por 0,5-1 cm, fusiformes, más o menos pelosos que permanecen unidos hasta la dehiscencia, pardos y con semillas de 4-7 por 1-2 mm, cónicas, densamente pelosas, pardas, con vilano apical de 7-20 mm del mismo color.

## Distribución y hábitat
Originariamente se encontraba como planta nativa en una amplia zona que cubría las riberas de barrancos de la cuenca del mar Mediterráneo y el Sahara, cercana a pequeñas gueltas y zonas con flujos torrenciales.
Se ha difundido ampliamente por todas las zonas con clima propicio como planta ornamental. En Estados Unidos se ha introducido como cultivo ornamental, incluso urbano y en carreteras, también en restauración, como después del huracán de 1990, cuando se plantó en grandes cantidades en la isla de Galveston, en Texas. Crece solo en las regiones más cálidas de Norteamérica, hasta Virginia. Es frecuente en Argentina, Uruguay y Chile, usadas en jardines y como valla mediana de separación en autopistas, como en California, España, Australia. Se ha introducido en países tropicales como Colombia, Venezuela, Panamá, Ecuador y Honduras.

## Principios activos
Posee heterósidos cardiotónicos (0,05 a 0,01 %): oleandrina, oleandrigenina, deacetiloleandrina, etc., cuyas geninas son entre otras la digitoxigenina y la gitoxigenina, flavonoides: rutósido, nicotiflorina, ácido ursólico, heterósidos cianogenéticos. Sustancias resinosas y glucósidos cardíacos como el neriosido.

Oleandrina, una de las sustancias tóxicas presentes en el Nerium oleander.

El compuesto más característico del Nerium oleander es la oleandrina, un glucósido con estructura esteroide, muy similar química y farmacológicamente a la Ouabaína y Digoxina, dos cardiotónicos ampliamente utilizados en la insuficiencia cardiaca.
La acción de la oleandrina es doble: la interacción con la bomba Na+ y K+ de las células del músculo del corazón y la acción directa en la regulación nerviosa del tono vagal del latido del corazón.
Las células cancerosas tienen una necesidad absoluta del buen funcionamiento de la bomba del sistema enzima Na+ K+ para su reproducción, este sistema es el blanco de nuevos medicamentos contra el cáncer, tal como la oleandrina del Nerium oleander, y se han realizando pruebas en humanos con resultados prometedores.

## Toxicología
En España la venta de esta planta al público para usos medicinales, así como la de sus preparados, está prohibida por razón de su toxicidad y su uso y comercialización se restringe a la elaboración de especialidades farmacéuticas, cepas homeopáticas y a la investigación. Del mismo modo, la Circular 06/2004 de la Agencia Española de Medicamentos y Productos Sanitarios del Ministerio de Sanidad y Consumo aclara el ámbito de aplicación de la Orden SCO/190/2004 por la que se establece la lista de plantas cuya venta al público queda prohibida o restringida por razón de su toxicidad, especificando que la comercialización como planta ornamental no tiene ninguna limitación. La concentración de oleandrina es mayor en las raíces, seguida por la concentración en las hojas y en los tallos. La concentración de oleandrina en flores es significativamente menor. Las flores requieren la visita de insectos para producir semillas; la polinización se produce por medio de un mecanismo de engaño. La llamativa corola ejerce una fuerte atracción en los polinizadores desde cierta distancia, pero las flores no secretan néctar y no ofrecen recompensa a sus visitantes. Por ello, reciben muy pocas visitas, como suele suceder con las especies cuyas flores no secretan néctar. Los miedos hacia mieles contaminadas con néctar tóxico de adelfa son por tanto infundados.
La intoxicación por Nerium oleander es parecida a la intoxicación digitálica, entre 4-12 horas.
En 1808, durante la Guerra de la Independencia Española, en un campamento unos soldados de Napoleón asaron carne de cordero ensartando pinchos en estacas de Nerium oleander. De los 12 soldados, 8 murieron y los otros cuatro quedaron seriamente intoxicados.
En Japón fue la primera planta en florecer después de la explosión de la 1.ª bomba atómica sobre Hiroshima el 6 de agosto de 1945.

### Circunstancias de la intoxicación
La savia del Nerium oleander proveniente de raíces o tallos puede causar irritación o inflamación de la piel (dermatitis), irritaciones oculares graves y reacciones alérgicas en general, razón por la cual se requiere el uso de guantes impermeables protectores al podar la planta, o trozarla para su erradicación.

### Síntomas
Los primeros signos de intoxicación son gastrointestinales; náuseas y vómitos con deposiciones diarreicas sanguinolentas. Le siguen signos neurológicos: vértigo, ataxia, midriasis, excitación nerviosa seguida de depresión, disnea, convulsiones tetaniformes. Y enseguida aparecen signos cardíacos; arritmia en aumento, taquicardia, fibrilación auricular y bloqueo con parada cardíaca.

### Tratamiento
El tratamiento seguido es, clásicamente, el de la intoxicación digitálica. Cuando aparecen trastornos cardíacos hay que evitar el lavado de estómago. Se puede utilizar carbón activo, sobre todo en los casos de intoxicación reciente. En los casos más favorables (hombres jóvenes y poca cantidad ingerida), la inyección de atropina basta para combatir la bradicardia y permite, en algunas horas, la vuelta a un ritmo miocárdico normal. En los casos más graves se recurre a la adrenalina y a la desfibrilación por choque eléctrico, entre otros.

### Intoxicación en otros animales
Las especies animales generalmente afectadas por su ingestión son los caballos, vacas, ovejas y cabras. La sintomatología que les produce es de debilidad, sudor, irritación bucal y estomacal, vómitos (no en caballos), diarreas, gastroenteritis con hemorragias, temblor, extremidades frías, coma y a continuación la muerte puede ser repentina.

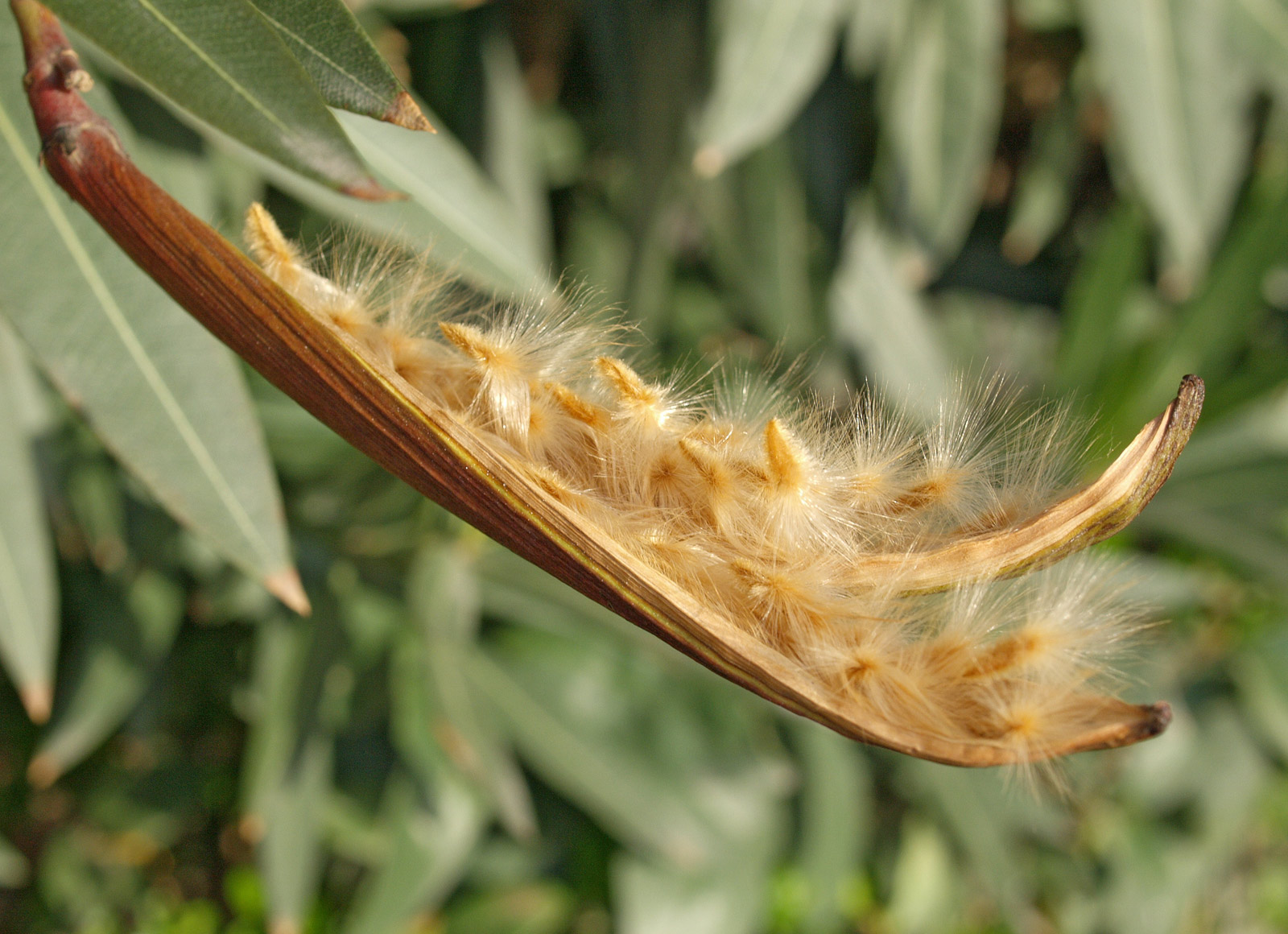
Fruto abierto con semillas.
Vista general.
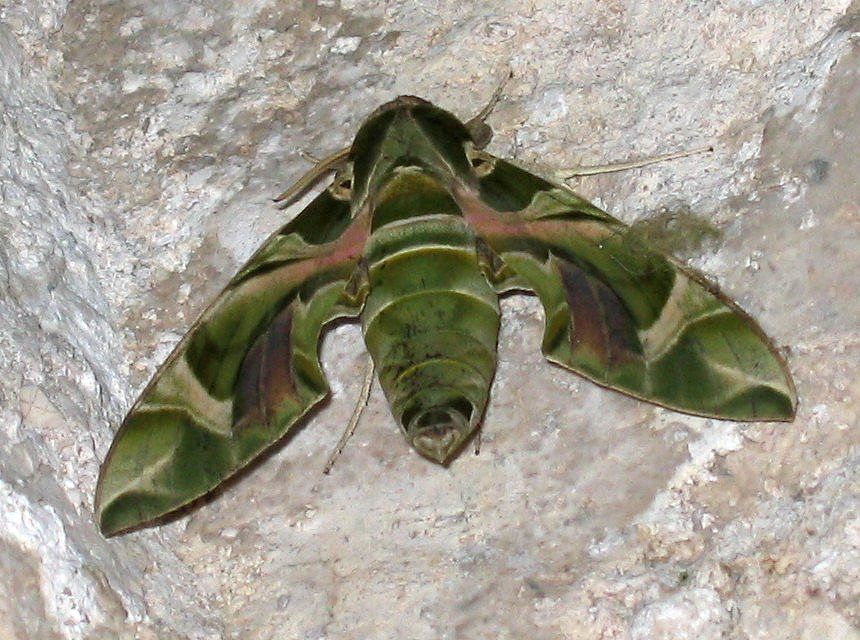
Esfinge de la Adelfa (Daphnis nerii) L.
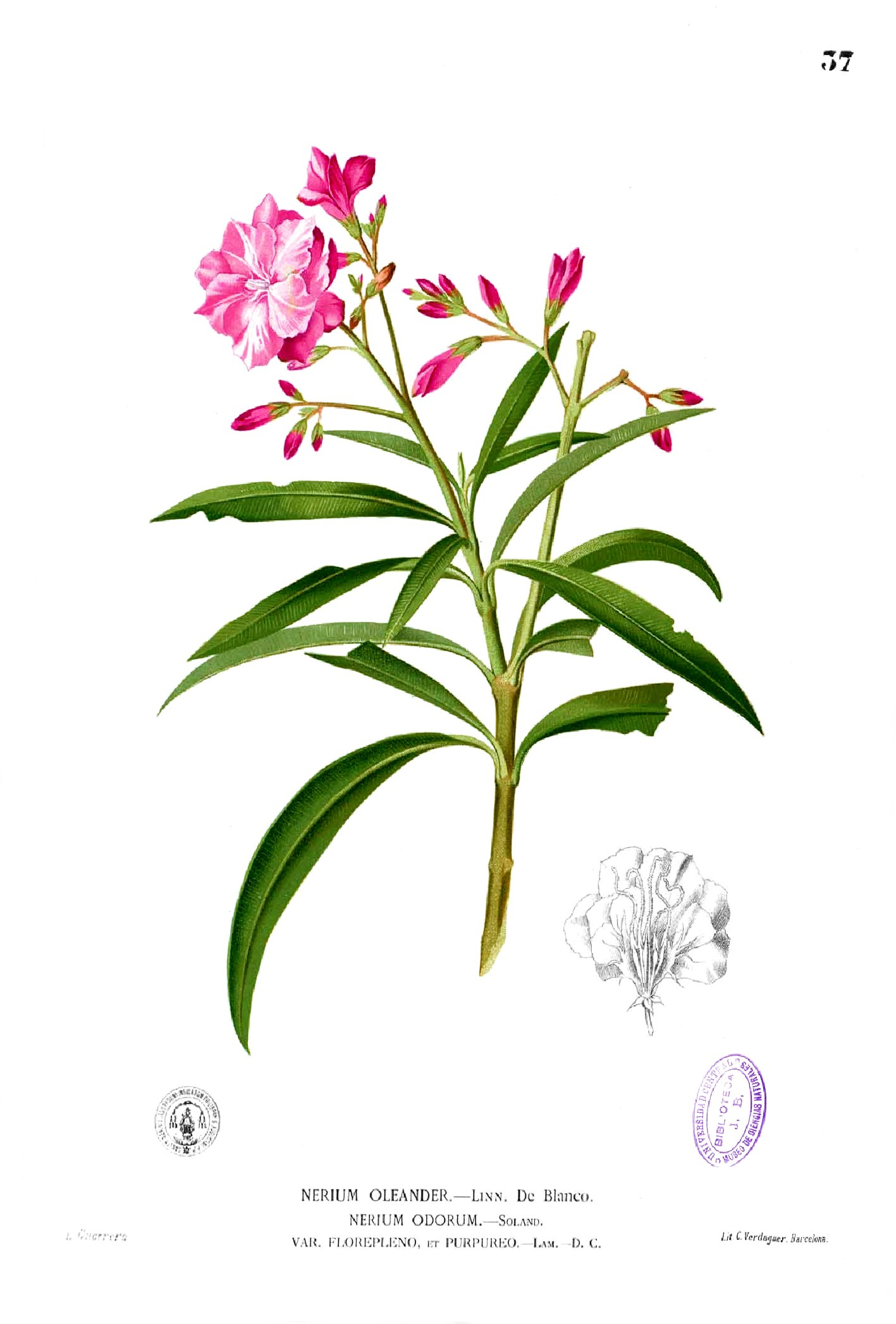
Nerium oleander en Francisco Manuel Blanco, Flora de Filipinas [...], Gran edición [...], Atlas I, circa 1880

## Medicina popular
En zonas rurales se preparaba una loción para uso externo como parasiticida contra la sarna utilizando las hojas frescas de Nerium oleander mezcladas con miel y aplicada como ungüento.[cita requerida]

## Otros usos
Gracias a su espectacular floración es una especie muy cultivada en jardines y medianeras de carretera. Actualmente existen numerosas variedades de jardinería, caracterizadas por tener flores con un número variable de pétalos y diferentes coloraciones que incluyen el rojo, fucsia, carmín, rosa, blanco y, más recientemente, el salmón y el amarillo pálido. También existe una forma con hojas variegadas verde-amarillas y una subespecie enana.
A lo largo de la historia los Nerium oleander se han empleado en múltiples provechos. Sus tallos se han utilizado en trabajos de cestería, de modo similar al esparto en la pleita y al mimbre en las mimbreras. La ceniza obtenida de quemar su madera se empleaba en la fabricación de pólvora. Para combatir la caspa y la caída del cabello se empleaban sus hojas maceradas. Además, sus tallos se colocaban entre las siembras de garbanzos, habichuelas y otras plantas leguminosas para protegerlas de ciertas enfermedades. Se ha utilizado también el polvo de tallos y hojas para fabricar matarratas.

## Parásitos

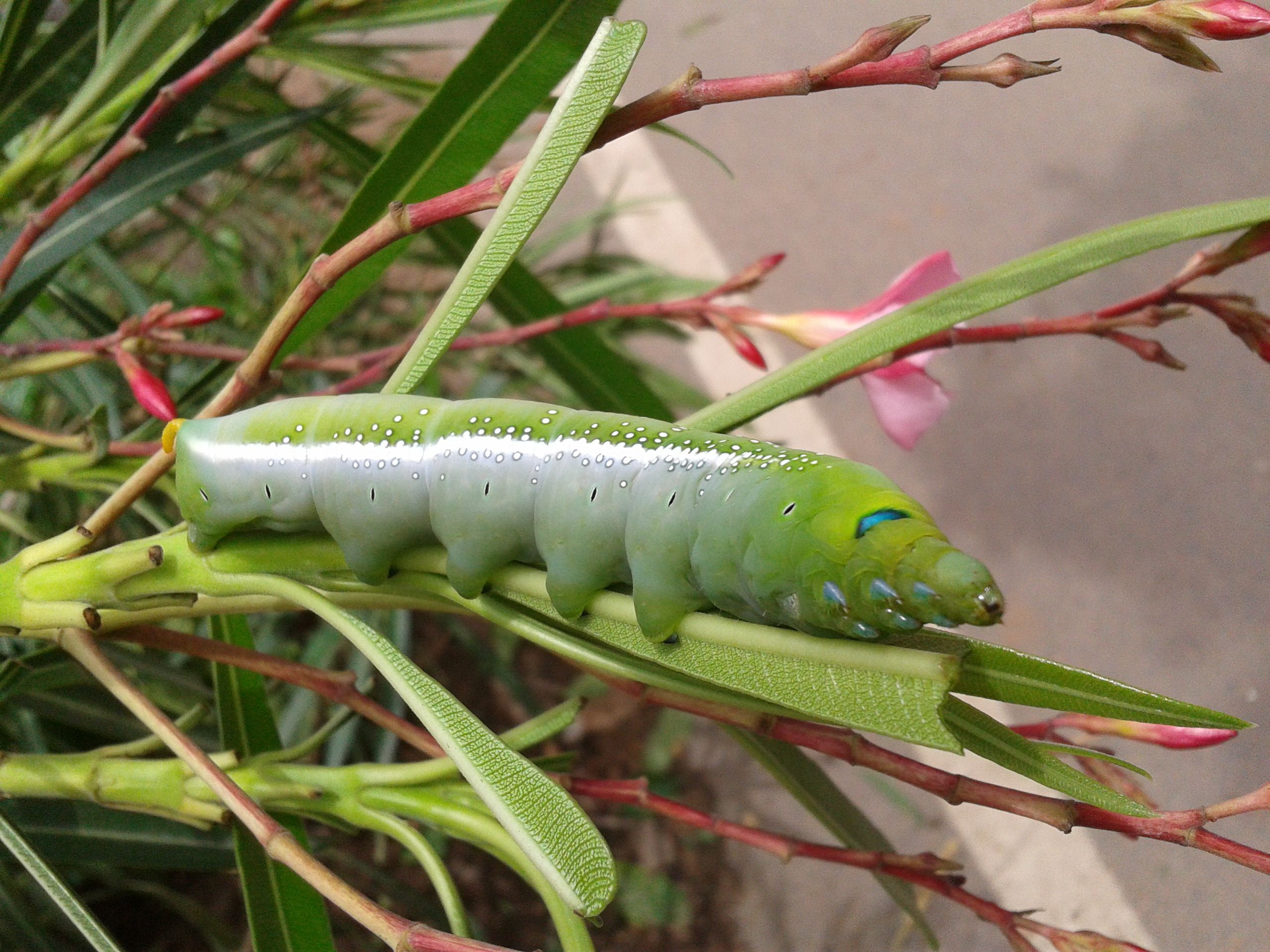
Larva de Daphnis nerii. El cuerpo es predominantemente verde, con los segmentos torácicos y el último abdominal matizado de amarillo. El abdomen presenta una banda dorsal blanca. El tercer segmento torácico muestra un par de manchas oculares (se observa una en la figura). Los espiráculos son de color negro.

Las flores del Nerium oleander son fuente de alimentación para polillas como la esfinge de la adelfa (Daphnis nerii). Sus orugas se alimentan de sus hojas sin ser afectadas por las potentes sustancias tóxicas. También se ve atacada por el chinche Spilostethus pandurus o el pulgón Aphis nerii.

### Obtencionesycultivaresderivados
A partir de la especie silvestre se han conseguido en los viveros mediante hibridaciones diferentes variedades de uso en jardinería.

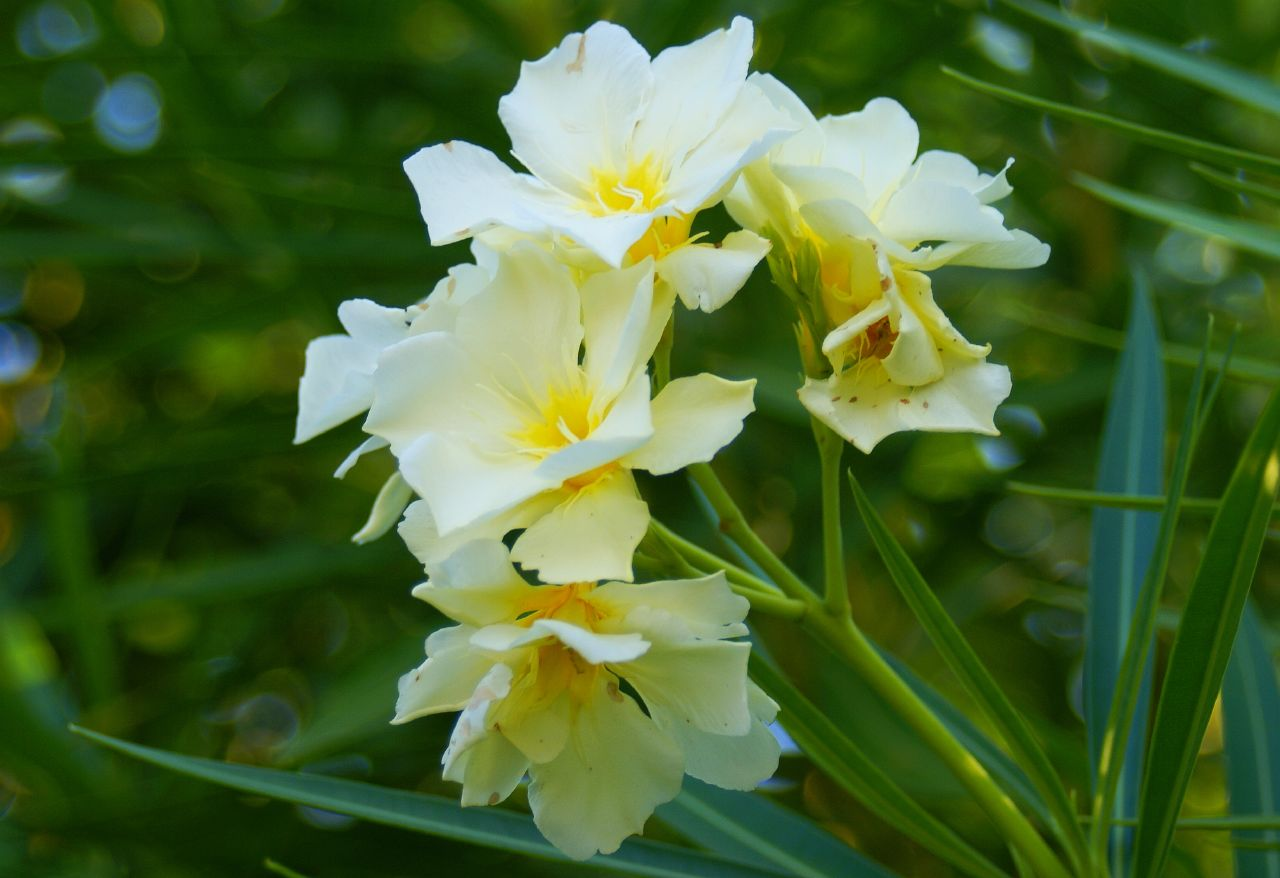
'Luteum Plenum'
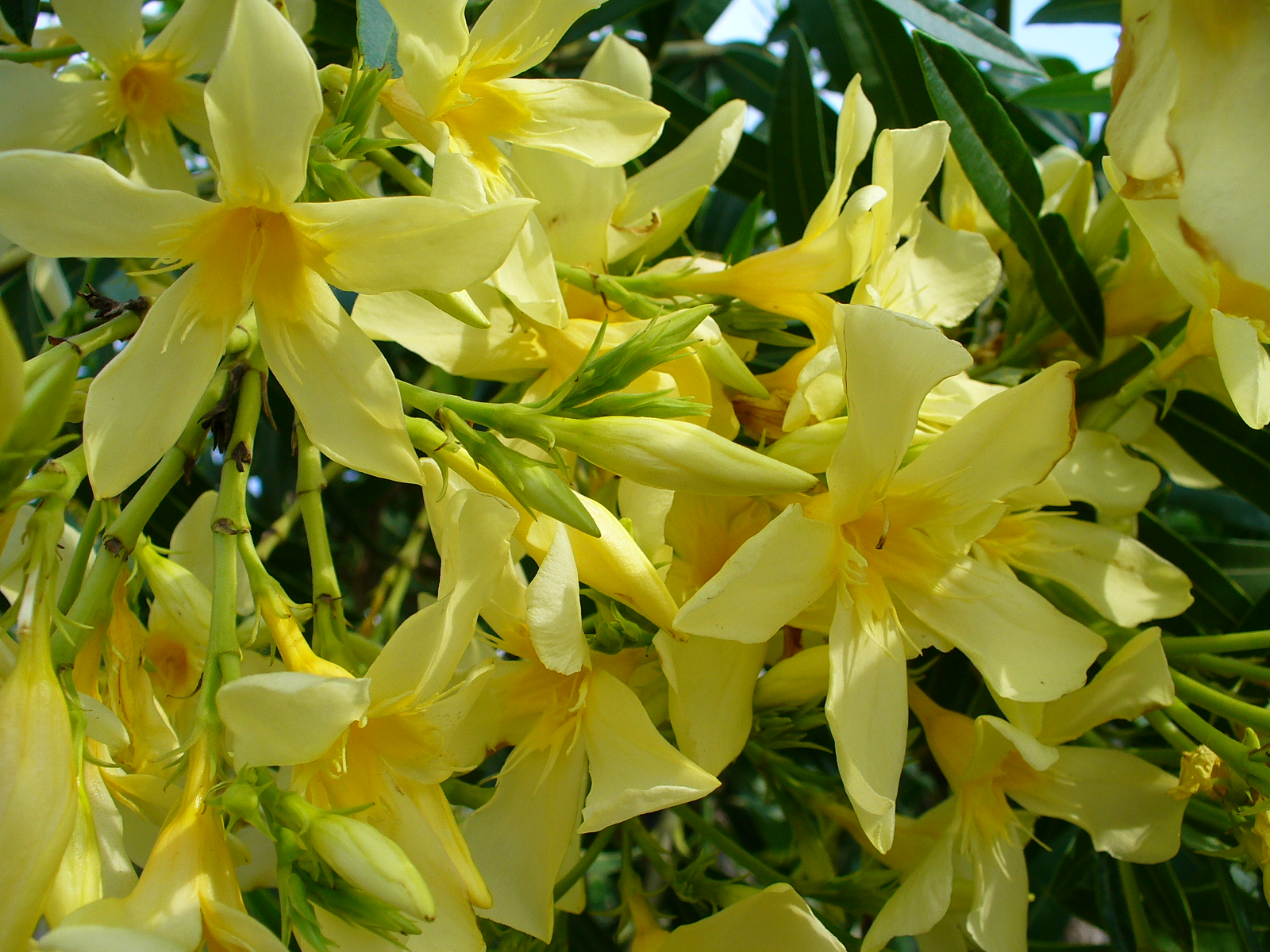
'María Gambetta'
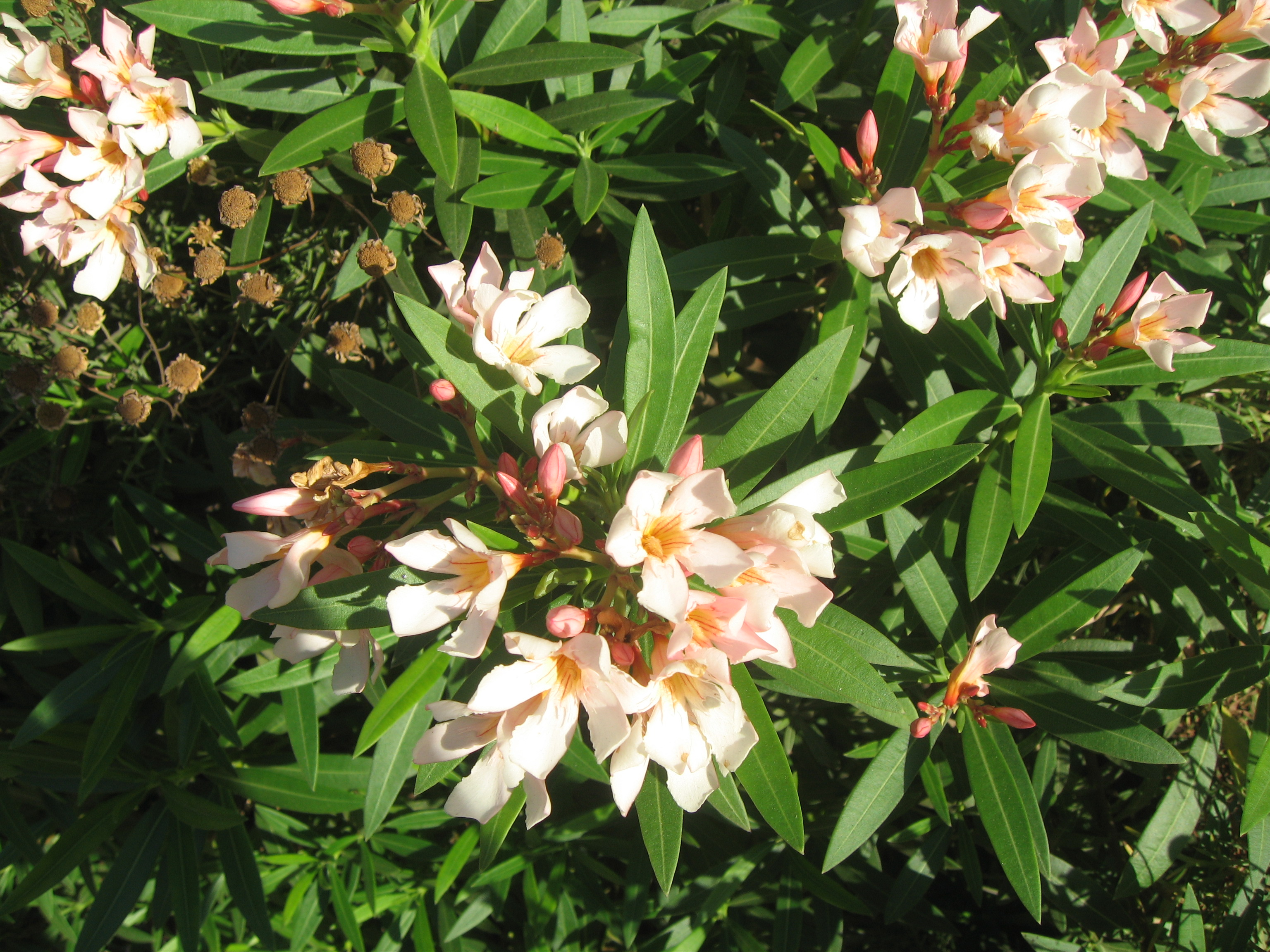
'Petite Salmon'
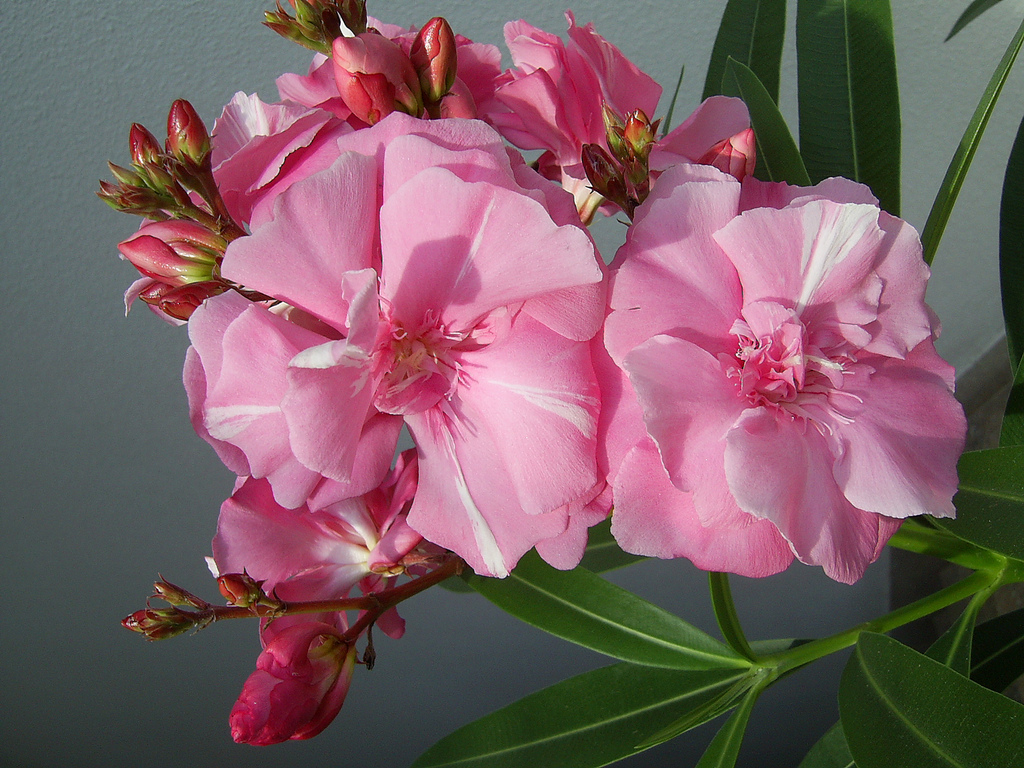
'Splendens'

## Taxonomía
El género fue descrito por Carlos Linneo y publicado en Species Plantarum 1: 209, en 1753.
La única especie Nerium oleander fue descrita por el mismo autor y publicada en la misma publicación.

#### Etimología
Nerium: nombre genérico que deriva del vocablo griego νεριόν, -όυ (nerión, -óu); "agua", y este a su vez, de νερόν, -ς (nerón, -s); "húmedo", Dioscórides se refiere a que crece naturalmente, tanto en jardines como en lugares marítimos y cerca de corrientes de agua (como ríos), o al dios griego Nereo, dios del Mar y padre de las Nereidas. Fue establecido por Joseph Pitton de Tournefort (1694, 1700), y posteriormente validado por Carlos Linneo (1753, 1754).
oleander: epíteto derivado de los vocablos griegos ῥοδοδένδρον (rhododéndron); "árbol de rosas". El nombre aparece en el siglo I d. C., cuando Dioscórides lo mencionó como uno de los términos utilizados por los romanos para la planta, el cual, es una corrupción del latín medieval de los nombres en latín tardío para esta: arodandrum o lorandrum. La adición de Olea es porque se refiere a la semejanza superficial de sus hojas con el olivo (Olea europea).

## Nombres comunes
- Castellano: abelfa, aberfa, adelfa, adelfa/adelfes, aderfa, aelfa, baladre, balandre, berfa, delfa, edelfa, laurel rosa, laurel-rosa, laurel de jardín, narciso, rosa de berbería, o simplemente berbería, rosalaurel, valadre, yerba mala.[23]